# 王信 (高麗)
王信（韓語：왕신；？—926年1月），高麗前期王族，高麗太祖從弟。
父為三重大匡王平達，兄王式廉，弟王育．

## 生平
925年10月，王建與甄萱戰鬪於曹物城，敗而和平，其時爲質被送於後百濟． 明年甄萱之侄眞虎急死於高麗，甄萱囚之於獄，不久殺之，乃侵高麗。
927年1月，屍被送於高麗，弟王育迎之。
930年，王建以願堂創建安和禪院。